# Bạch Đằng, Tiên Lãng
Bạch Đằng là một xã thuộc huyện Tiên Lãng, thành phố Hải Phòng, Việt Nam.
Xã Bạch Đằng có diện tích 4,81 km², dân số năm 1999 là 5672 người, mật độ dân số đạt 1179 người/km².